# Río Marcelín
El río Marcelín es un río de la provincia de Orense, Galicia, España.
El río Marcelín nace en Marcelín en el municipio de Riós, cerca de aldea de San Paio, se une con el río Arzoá.
- Datos: Q9071918